# Chrysis schencki
Chrysis schencki (лат.) — вид ос-блестянок рода Chrysis из подсемейства Chrysidinae.

## Распространение
Западная Палеарктика: от западной Европы до центральной Азии, Сибири и Японии. В северной Европе: Эстония, Финляндия, Латвия, Литва, Норвегия, Швеция.

## Описание
Длина — 6—10 мм. Ярко-окрашенные металлически блестящие осы. Голова и мезосома дорсально тёмно-синие, фиолетовые или почти чёрные, а пунктуры мезоскутума обычно того же цвета, что и промежутки. Тергиты золотисто-красные, а стерниты изменчиво золотистые или зеленоватые. Пунктировка тергита Т3 часто характерно плотная и однородная. Форма тела более вытянутая, чем у C. ignita, C. impressa и C. borealis, но не такая стройная, как у C. angustula и C. leptomandibularis. Самки обычно лучше всего отличаются от других видов группы C. ignita по тонкой и базально вогнутой мандибуле. По сравнению с C. impressa и C. borealis, мандибулы самцов немного тоньше и базально более вогнуты, тело более стройное, а относительная длина члени ков жгутика усика F1 и F2 несколько меньше. Клептопаразиты ос: Ancistrocerus(Vespidae). Период лёта: май — сентябрь.
Недавние исследования митохондриальной ДНК показали, что C. schencki состоит из двух различных и симпатрических генетических линий в Северной Европе. Возможно, что они представляют собой два разных вида, но необходимы дополнительные морфологические и молекулярные исследования.